# 京吉內奧省
14°16′N 15°57′W / 14.267°N 15.950°W
京吉內奧省（法語：Département de Guinguinéo），是塞內加爾的省份，位於該國西部，由考拉克區負責管轄，首府設於京吉內奧，南面是考拉克省，面積1,250平方公里，2013年人口115,184，人口密度每平方公里92人。